# ثقافة علم الإجرام
ثقافة علم الإجرام هي دراسة نظرية منهجية تدخلية للجريمة تسعى إلى فهم الجريمة في سياقها الثقافي. فهي تنظر إلى الجريمة ومؤسسات مكافحة الجريمة على أنها منتجات ثقافية. وتسعى ثقافة علم الجريمة إلى تسليط الضوء على كيفية تأثير النفوذ على بناء الجريمة مثل وضع القوانين وانتهاكها والتفاعل مع روح المبادرة الأخلاقية والابتكار والعدوان. ويُعتقد أن الجريمة ومكافحتها تتشكل عن طريق وسائل تحددها الثقافة.
يرجع تاريخ ثقافة علم الجريمة إلى منتصف تسعينيات القرن العشرين، وتعتمد بشكل كبير على مدرسة شيكاغو لعلم الاجتماع وكذلك على علم الجريمة الماركسي والجراماسي الجديد اللذين نشأ في السبعينيات من القرن العشرين.

## الطرق
يستخدم علم الجريمة في الأصل طريقة من اثنتين أساسيتين في البحث: سواء أساليب العمل الميداني الإثنوغرافي أو أساليب البحث النوعي الأساسية المرتبطة بالقراءات العلمية. كذلك، يستخدم علماء ثقافة الجريمة حاليًا طرق بحث مثل إجراء بحث تشاركي أو «علم الجريمة السردي»، ومع ذلك، فإنها تظل ثابتة ترفض المذهب التجريبي التجريدي.

## العاطفة
من المبادئ الرئيسية في ثقافة علم الجريمة الدور الذي تلعبه العاطفة في الجريمة، ومن الأعمال الأساسية في هذا المجال الفرعي ما ذكره جاك كاتز في كتابه إغراءات ارتكاب الجريمة (Seductions of Crime) (عام 1988). ويهدف هذا العمل وغيره من الأعمال إلى إيجاد منطقة تداخل العاطفة المرتبطة بالحياة اليومية وتلك المرتبطة بالجريمة.
ويبحث مجال ثقافة علم الجريمة كذلك دور تأثير العاطفة على الجريمة.

### إطار العمل
وضع دور الإثارة والتحكم في ثقافة علم الجريمة الأساس للمفهوم الاجتماعي «إطار العمل». حيث يركز إطار العمل على التنميط الذكوري للمطاردات الذي وضعه علماء الجريمة من النساء. وبالرغم من وجود أعمال حديثة إلا أنها تقترح إمكانية استخدام إطار العمل على النوعين.

## النقد
يرى بعض النقاد أن ثقافة علم الجريمة تستبق بشكل صارم التحليل الاقتصادي الموضوعي أو تعاني من ضيق التركيز الثقافي، ويدفع علماء ثقافة علم الجريمة بأنهم يكافحون من أجل إيجاد علم جريمة مستوحى من علم الاجتماع المنسجم مع الديناميكيات المميزة للاقتصاد المعاصر، ويؤكدون أن التوسع في السوق العالمية جلبت أشكالاً جديدة من الجريمة ومكافحة الجريمة والمقاومة السياسية.